# 黄奕
黄 奕（ホアン・イー、1979年9月13日 - ）は、中国の女優。「クリスタル・ホアン」と表記されることもある。

## 経歴
1979年9月13日、上海市に生まれる。上海東方文化学院影劇科を卒業。1998年に中国台湾の連続ドラマ『中華児女英雄伝』でデビューを果たす。2001年に『グリーン・デスティニー 電視版』でヒロインの兪秀蓮（イー・シウリエン）を演じる。2002 年には、時代劇ドラマ『還珠格格第三部』 で主役の小燕子（シャオイェンズ）役に抜擢され、中華圏を代表する人気女優となった。
2004年に邦画『歌舞伎町案内人』に出演。2008年の『プラスティック・シティ』でオダギリジョーと共演する。2009年には、ビジット・ジャパン・キャンペーンで九州の観光大使を務め、日本にも活動の場を広げる。
2010年には、『イップ・マン 誕生』にヒロインの張永成（チョン・ウィンシン）役で出演。2011年の『秋瑾 〜競雄女侠〜』では主演の秋瑾役を演じた。2012年、『ドラッグ・ウォー 毒戦』に出演する。

## フィルモグラフィー

### 映画
| 公開年 | 邦題 原題                                       | 役名                         | 吹替       |
| ------ | ----------------------------------------------- | ---------------------------- | ---------- |
| 2000   | 怪鳥 フライング・デビル 緊急迫降                | 馬怡麗（空姐）               |            |
| 2004   | 歌舞伎町案内人                                  | 莉莉                         |            |
| 2005   | 長恨歌                                          | 薇薇                         |            |
| 2006   | 呉清源〜極みの棋譜〜 吳清源                     | 呉の妹                       |            |
| 2008   | プラスティック・シティ 蕩寇                     | オチョ（歐超）               |            |
| 2010   | イップ・マン 誕生 葉問前傳                      | チョン・ウィンシン（張永成） | 丸山雪野   |
| 2011   | トレジャー・オブ・ドラゴン 財神客棧             | 水龍女                       |            |
| 2011   | 盗聴犯 狙われたブローカー 竊聽風雲2             | 郭麗萍                       |            |
| 2011   | 秋瑾 〜競雄女侠〜 競雄女俠秋瑾                  | 秋瑾                         |            |
| 2012   | 高海抜の恋 高海拔之戀II                         | 芭芭拉                       |            |
| 2012   | ドラッグ・ウォー 毒戦 毒戦                      | ベイ刑事（小貝）             |            |
| 2013   | レイク・モンスター 超巨大UMA出現! LEGENDARY     | ザン・ラン博士（曾蘭）       |            |
| 2014   | インターセプション 盗聴戦 竊聽風雲3             | フーの妻（富嫂）             |            |
| 2020   | レジェンド・オブ・ホワイトウィッチ 白髪魔女外傳 | リェン・ニーシャン（練霓裳） | 大井麻利衣 |

### テレビドラマ
| 放送年 | 邦題 原題                                                      | 役名                         | 吹替       |
| ------ | -------------------------------------------------------------- | ---------------------------- | ---------- |
| 2001   | グリーン・デスティニー 電視版 卧虎藏龍                         | イー・シウリエン（兪秀蓮）   | 小林さやか |
| 2001   | 少林武王                                                       | 鷗女                         |            |
| 2002   | 還珠格格 第三部                                                | 小燕子                       |            |
| 2003   | 末代皇妃 紫禁城の落日 末代皇妃                                 | 婉容皇后                     |            |
| 2003   | 天石伝説 絶対計劃                                              | 甄珍                         |            |
| 2004   | 風雲2                                                          | ティー・アー・モン（第二夢） |            |
| 2005   | 長恨歌                                                         | 王琦瑶                       |            |
| 2006   | カスティリオーネ 朗世寧（別題：康煕 雍正 乾隆） 宮廷画師郎世寧 | 呂四娘                       |            |
| 2006   | 不死鳥の如く 浴火鳳凰                                          | 段胜男                       |            |
| 2009   | 青春のステージ 青春舞台                                        | 田默默                       |            |
| 2014   | 神雕侠侶〜天翔ける愛〜 神雕侠侶                                | 馮蘅                         |            |
| 2021   | 天龍八部 レジェンド・オブ・デスティニー 天龍八部               | 秦紅棉                       |            |
| 2021   | 清越坊の女たち～当家主母～ 当家主母                            | 曹夫人（曹太太）             |            |
| 2023   | 夏花                                                           | チウ・ジアロン（仇嘉荣）     |            |

### CM
- 資生堂中国専用ブランド「URARA」（中文名「悠莱（ヨウライ）」）イメージキャラクター[13]（2006年）

## ディスコグラフィー

### アルバム
- 第一個夏天（2005年）